# Lijst van rivieren in New Hampshire
Dit is een lijst van rivieren in New Hampshire.
- Androscoggin River
  - Bog Brook
  - Chickwolnepy Brook
  - Clear Stream
  - Dead River
  - Magalloway River
    - Dead Diamond River
    - Swift Diamond River

  - Mollidgewock Brook
  - Moose River
  - Peabody River
    - West Branch Peabody River

  - Stearns Brook
  - Wild River
- Connecticut River
  - Ammonoosuc River
    - Gale River
    - Wild Ammonoosuc River

  - Ashuelot River
  - Cold River
  - Halls Stream
  - Indian Stream
  - Israel River
  - Johns River
  - Mascoma River
    - Indian River

  - Mohawk River
  - Perry Stream
  - Sugar River
  - Upper Ammonoosuc River
- Hampton River
  - Hampton Falls River
  - Taylor River
- Merrimack River
  - Beaver Brook
  - Black Brook
  - Cohas Brook
  - Contoocook River
    - Blackwater River
    - Nubanusit Brook
    - Warner River

  - Little River
  - Nashua River
    - Nissitissit River

  - Pemigewasset River
    - Baker River
    - Beebe River
    - East Branch of Pemigewasset River
    - Lost River
    - Mad River
    - Newfound River
      - Cockermouth River
      - Fowler River

    - Smith River
    - Squam River

  - Pennichuck Brook
  - Piscataquog River
  - Powwow River
  - Salmon Brook
  - Souhegan River
    - Baboosic Brook
    - Purgatory Brook
    - Stony Brook

  - Soucook River
  - Spicket River
  - Suncook River
  - Turkey River
  - Winnipesaukee River
    - Merrymeeting River
    - Red Hill River
    - Tioga River
- Ossipee River
  - Bearcamp River
    - Chocorua River
    - Cold River
    - Swift River

  - Lovell River
  - Pine River
    - Beech River

  - South River
- Piscataqua River
  - Bellamy River
  - Cochecho River
    - Ela River
    - Isinglass River

  - Lamprey River
    - Little River
    - North Branch River
    - North River
      - Bean River

    - Pawtuckaway River
    - Piscassic River

  - Salmon Falls River
    - Branch River

  - Squamscott River
    - Exeter River

  - Oyster River
- Saco River
  - Dry River
  - East Saco River
  - Ellis River
    - Cutler River

  - Rocky Branch
  - Sawyer River
  - Swift River
- Winnicut River

Alabama · Alaska · Arizona · Arkansas ·  Californië · Colorado · Connecticut · Delaware · Florida · Georgia · Hawaï · Idaho ·  Illinois · Indiana · Iowa · Kansas · Kentucky · Louisiana · Maine · Maryland · Massachusetts · Michigan · Minnesota · Mississippi · Missouri · Montana · Nebraska · Nevada · New Hampshire · New Jersey · New Mexico · New York ·  North Carolina · North Dakota · Ohio · Oklahoma · Oregon · Pennsylvania · Rhode Island · South Carolina · South Dakota · Tennessee · Texas · Utah · Vermont · Virginia · Washington (staat) · Washington D.C. · West Virginia · Wisconsin · Wyoming